# Les Côtes-d'Arey
Les Côtes-d'Arey is een gemeente in het Franse departement Isère (regio Auvergne-Rhône-Alpes). De plaats maakt deel uit van het arrondissement Vienne. Les Côtes-d'Arey telde op 1 januari 2022 2.023 inwoners. 

## Geografie
De oppervlakte van Les Côtes-d'Arey bedroeg op 1 januari 2022 24,31 vierkante kilometer; de bevolkingsdichtheid was toen 83,2 inwoners per km².

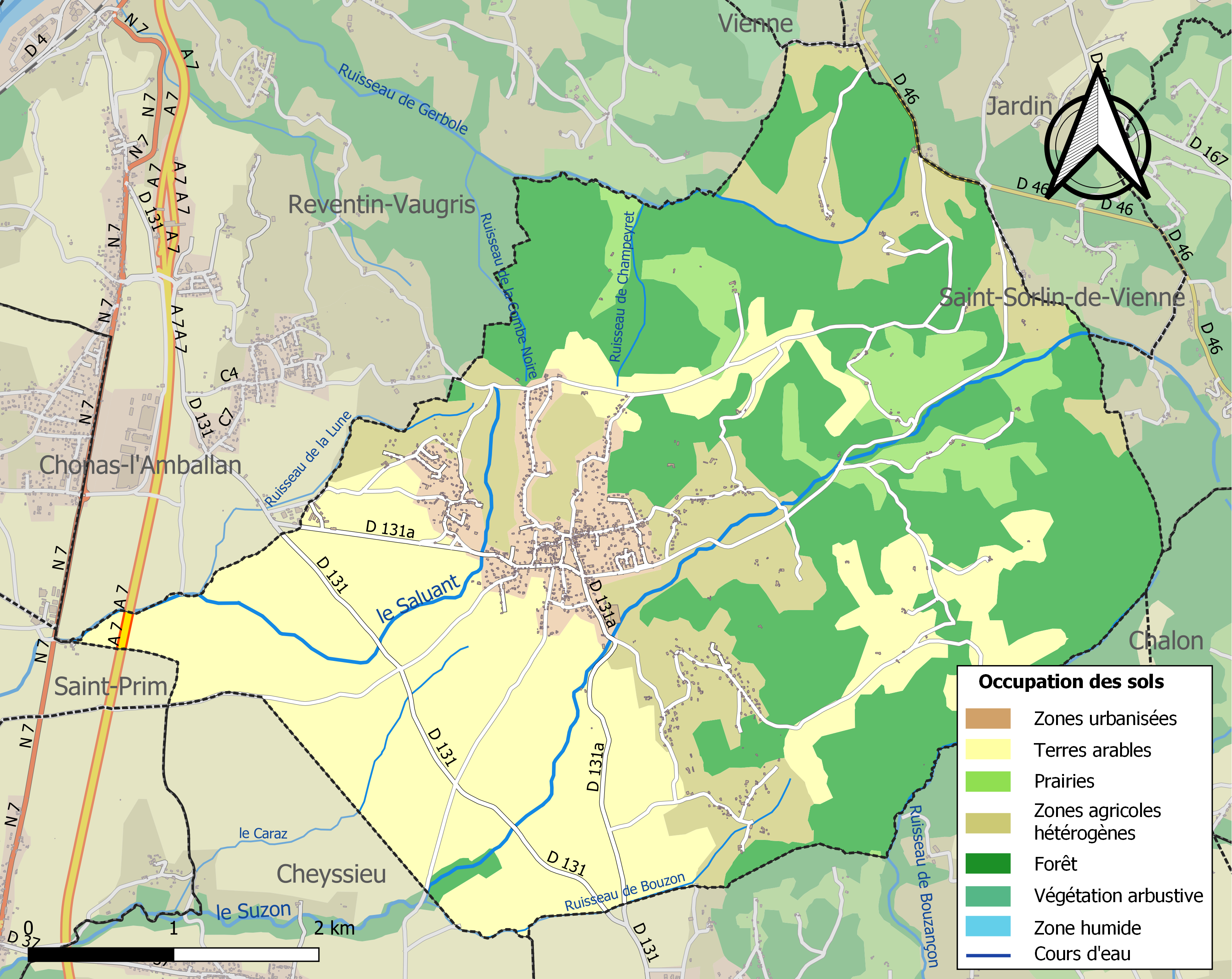
Kaart van de gemeente met de belangrijkste infrastructuur, bodemgebruik en omliggende gemeenten

## Demografie
Onderstaande figuur toont het verloop van het inwonertal (bron: INSEE-tellingen).